# Concerto pour piano no 1 de Chostakovitch
Le Concerto pour piano, trompette et orchestre à cordes en do mineur, opus 35 est le premier concerto pour piano du compositeur russe Dmitri Chostakovitch, composé en 1933.

## Historique
Ce concerto a été composé en 1933 et constituait alors la partition pour clavier la plus importante de Chostakovitch. Il a été donné en première le 15 octobre 1933 par l'Orchestre philharmonique de Leningrad, sous la direction de Fritz Stiedry (un chef d'orchestre allemand qui a émigré de l'Allemagne vers l'Union soviétique après l'arrivée des nazis au pouvoir). Chostakovitch tenait la partie de piano et Alexander Schmidt celle de trompette.

## Structure
Le concerto comporte trois ou quatre mouvements en fonction de l'interprétation (les deux derniers mouvements pouvant être fusionnés) :
1. Allegretto
2. Lento
3. Moderato
4. Allegro con brio

## Discographie sélective
- André Previn, William Vacchiano et l'Orchestre de Philadelphie dirigé par Eugene Ormandy, 1959, chez CBS Records.
- Concertos pour piano n°1 op. 35 et n° 2 op. 102 ; Sonate pour violon et piano op. 134 par Alexander Melnikov (piano), Isabelle Faust (violon), Jeroen Berwaerts (trompette) et le Mahler Chamber Orchestra dirigé par Teodor Currentzis chez Harmonia Classique, 2012.
- Chostakovitch a également enregistré son premier concerto avec Ludovic Vaillant comme trompettiste et l'orchestre de la Radiodiffusion française dirigé par André Cluytens.